# Swap (film)
Swap (tytuł alternat. WEAPONiZED) – amerykański film fabularny z 2016 roku, napisany przez Seana Ryana oraz wyreżyserowany przez Timothy'ego Woodwarda Jr. W rolach głównych wystąpili w nim Johnny Messner, Tom Sizemore, Mickey Rourke i Michael Paré. Premiera filmu nastąpiła 1 marca 2016; wydano go wówczas na dyskach DVD/Blu-ray w Stanach Zjednoczonych.

## Opis fabuły
Detektyw Walker musi powstrzymać niebezpiecznego szaleńca przed uwolnieniem "robotycznego" wirusa.

## Obsada
- Johnny Messner − detektyw Walker
- Tom Sizemore − Kyle Norris
- Mickey Rourke − profesor Clarence Peterson
- Michael Paré − kapitan Doug Rice
- Jon Foo − Victor
- Chris Damon − Chris Downey
- Cullen G. Chambers − detektyw Phil Ross
- Taylor Cole − Angela Walker
- Timothy Woodward Jr. − Jack Simon
- John Laughlin − Richard Morgan
- Erik Audé − policjant